# Севильский цирюльник (фильм, 1904)
«Севильский цирюльник» (фр. Le Barbier de Séville) — немой короткометражный фильм Жоржа Мельеса, экранизация одноимённой оперы Россини. Показ сопровождался ариями из оперы.

## Художественные особенности
- «…Мельес точно следовал за пьесой Бомарше <…> Сценарий столь же громоздок, как и текст комедии. В „Цирюльнике“ <…> мы видим экранизированный театр без применения какой-либо выдумки. Такие фильмы без сопровождения талантливого рассказчика должны были казаться весьма скучными»[1].